# Alberto Andrizzi
Alberto Francisco Andrizzi (Rosario, 14 gennaio 1924 – Córdoba, 18 dicembre 2009) è stato un cestista e allenatore di pallacanestro argentino.

## Carriera
Ha guidato l'Argentina ai Campionati mondiali del 1963.